# Gorgone discessura
Gorgone discessura là một loài bướm đêm trong họ Noctuidae.